# 2-й
2-й (рос. 2-й) — селище у складі Чебулинського округу Кемеровської області, Росія.
Стара назва — Посьолок 2-й.

## Населення
Населення — 33 особи (2010; 47 у 2002).
Національний склад (станом на 2002 рік):
- росіяни — 90 %